# Palo Gacho, Puebla
Palo Gacho är en ort i Mexiko.   Den ligger i kommunen Acateno och delstaten Puebla, i den sydöstra delen av landet, 210 km öster om huvudstaden Mexico City. Palo Gacho ligger 291 meter över havet och antalet invånare är 196.
Terrängen runt Palo Gacho är kuperad västerut, men österut är den platt. Runt Palo Gacho är det tätbefolkat, med 308 invånare per kvadratkilometer. Närmaste större samhälle är Martínez de la Torre, 16,5 km öster om Palo Gacho. Omgivningarna runt Palo Gacho är en mosaik av jordbruksmark och naturlig växtlighet.